# Fiorenzo di Bastia
San Fiorenzo di Bastia Mondovì (III secolo – 297) è stato martire venerato a Bastia Mondovì (CN).

## Agiografia
La vita di questo santo è avvolta nella leggenda. Essa è illustrata in un ciclo di affreschi nella chiesa a lui dedicata a Bastia Mondovì. 
Secondo una lettura agiografia, Fiorenzo avrebbe condiviso la sorte della Legione tebea.
Fiorenzo sarebbe nato da una famiglia nobile; versatissimo all'uso delle armi, venne arruolato dal principe Maurizio nella sua legione e con essa partì per un viaggio che li condusse a Gerusalemme, dove ricevette il battesimo e poté visitare i luoghi santi. Gli imperatori Diocleziano e Massimiano ordinarono alla legione di tornare per sedare i tumulti che erano scoppiati in Savoia. Nel viaggio di ritorno, fecero tappa a Roma, dove ricevettero udienza dal papa Marcellino e ricevettero da lui la cresima. Giunti a Martigny, appresero che i nemici da sconfiggere erano in realtà i Cristiani del luogo. Alcuni squadroni, tra cui quello di Fiorenzo, si ritirarono sulle montagne circostanti, mentre la maggior parte rimase nella vallata di Agauno insieme a Maurizio per affrontare le schiere dell'Imperatore. 
Così Fiorenzo sopravvisse alla strage dei Martiri Tebei e decise di scendere in Piemonte con i suoi compagni per predicarvi il Vangelo. Si fermò a Bastia, accolto benevolmente dai suoi abitanti, prodigandosi in miracoli, ma la vendetta degli imperatori non si fece attendere. Essi avevano inviato spie alla ricerca dei sopravvissuti dall'eccidio e pubblicato nuovi editti contro i credenti cristiani. Lo trovarono e lo portarono in giudizio. Per aver salva la vita avrebbe dovuto rinnegare la fede cristiana e sacrificare agli idoli, cosa che Fiorenzo rifiutò di fare. Legato alla colonna e aspramente flagellato, Fiorenzo cantava inni sacri e lodava Dio, persistendo nel rifiuto di sacrificare agli idoli. 
Fu decapitato il 22 settembre del 297 ma, visto che scarse sono le memorie viene festeggiato il 14 giugno.
Una lettura alternativa degli affreschi è stata di recente proposta dallo storico dell'arte Adriano Antonioletti Boratto, il quale invece slega la tradizione tebea da quella di San Fiorenzo di Bastia. Difatti da un'attenta lettura degli Acta Sanctorum, si possono rintracciare negli affreschi alcuni puntuali riferimenti alle storie di due santi di nome Fiorenzo: il primo vissuto in Spagna, cavaliere romano, convertito e martirizzato, il secondo monaco umbro protagonista della liberazione delle campagne da un'invazione di serpi nelle modalità descritte a Bastia. Per questi motivi si può ipotizzare che l'identità del popolare santo piemontese si sia costruita con la commistione di tradizioni agiografiche differenti.

## Culto
La festa cristiana del 14 giugno va a coincidere con la celebrazione rurale della mietitura del grano, appropriandosi di una festa contadina e popolare. Ultimamente la ricorrenza viene festeggiata la seconda settimana di maggio.